# フジファブリック (アルバム)
『フジファブリック』は、2004年11月10日にリリースされたフジファブリックのメジャー1枚目のアルバムである。

## 概要
- 片寄明人プロデュースによるアルバム。当初はオリジナル・ラヴの田島貴男もプロデューサー候補に挙げられていた。
- 発売時期の関係で一部レコード店にて“-冬盤-”として扱われているが、冬盤はシングル「銀河」である。

## 収録曲
- 全作詞／全作曲：志村正彦、全編曲：フジファブリック

| #         | タイトル                 | 作詞  | 作曲・編曲 | 時間 |
| --------- | ------------------------ | ----- | ---------- | ---- |
| 1.        | 「桜の季節<Album Ver.>」 |       |            | 5:12 |
| 2.        | 「TAIFU」                |       |            | 3:42 |
| 3.        | 「陽炎」                 |       |            | 4:55 |
| 4.        | 「追ってけ追ってけ」     |       |            | 4:42 |
| 5.        | 「打上げ花火」           |       |            | 5:13 |
| 6.        | 「TOKYO MIDNIGHT」       |       |            | 4:46 |
| 7.        | 「花」                   |       |            | 4:03 |
| 8.        | 「サボテンレコード」     |       |            | 4:49 |
| 9.        | 「赤黄色の金木犀」       |       |            | 3:57 |
| 10.       | 「夜汽車」               |       |            | 4:12 |
| 合計時間: | 合計時間:                | 45:31 |            |      |

## 楽曲解説
- シングル曲及び過去作品からの再収録曲についてはそれぞれの項目も参照。

桜の季節<Album Ver.>
今回のアルバム収録にあたって再録されており、生ピアノが使われた他、ドラムスのチューニングも変わっている。また、シングル版よりもBPMが若干下がっている。
追ってけ追ってけ
『アラモード』収録曲の再録版。
花
クレジットには無いが、ハーモニカは片寄。その他に曲中のノイズとして金澤がウィンドブレーカーを着てスタジオを歩いた音等が収録されているが、これは「曲やその場の雰囲気をそのまま閉じ込めたい」という志村の意向によるもの。
サボテンレコード
志村曰く「突発的に出来た曲で作ろうと思っていなかった曲」。